# سردنه‌عثمانوو
سردنه‌عثمانوو (انگلیسی: Sredneusmanovo) یک شهرک در شهرستان چیشمینسکی در استان باشقیرستان کشور روسیه است.